# ミチアロ島
ミチアロ島（ミチアロとう、Mitiaro）は、クック諸島の南クック諸島に属する島。

## 地理
アチウ島、マウケ島と共にンガプトル群島（Ngaputoru）を構成し、3島の中で最も北に位置する。
火山が沈降して生じたサンゴ礁からなる丸みを帯びた台形の島であり、おおよそ東西方向に6.4km、南北方向に4.8kmの広さを有する。総面積はクック諸島で第4位となる22.5km2であるが、1959年に航空写真が撮影され、想定の倍の面積を有することが明らかとなるまでは、長らくマウケ島よりも小さいと考えられていた。
サンゴ礁の外側の周辺海域の水深は4500m、島の外縁部をなすサンゴ礁はマカテア（Makatea）と呼ばれる化石化したサンゴから構成されており、幅は東側で400m、北西・南西では800mに達している。サンゴ礁の高さは最大で6mに達し、島の沿岸部は3m程の崖になっている。
島全体は最高地点でも15m程の平坦な地形であるが、ロトヌイ湖（Rotonui、大きな湖）とロトイチ湖（Roto Iti、小さな湖）の2つの淡水湖を有している。中央部はこの二つの湖を含む沼沢地が広がっており、その中に4つの島状の地帯が火山活動により形成されている。これら島状の地帯にはそれぞれ、タウランギ（Taurangi）、アタイ（Atai）及びアウタ（Auta）、マンガレイ（Mangarei）、タカウエ（Takaue）と名称が付けられ、農地化されているが、これは内陸部に居住していた時代の村名でもある。
鍾乳洞が点在しており、水泳も可能となっているバイ・ノウリ（Vai Nouri）や、飲料水を供給しているテ・ピタカレ（Te Pitakare）が知られている。

## 歴史
古くはヌクロア（Nukuroa、大きな土地）として知られた島であり、現在のミチアロは、「海の顔」を意味すると考えられている。
先住民が居住していたが、アチウ島からの攻撃が繰り返された。先住民はマカテアを用いて築いた砦であるテ・パレ（Te Pare）を拠点に対抗したが、滅亡した。このため、現住する人々はアチウ人の子孫であると考えられている。
1823年6月20日には、宣教師ジョン・ウィリアムズが到達した。その後、布教が進み現在ではキリスト教がさかんになっている。
イギリスのコルベットヒヤシンスがクック諸島に対するイギリスの権利主張を行う航海の途上でミチアロ島も訪れ、1888年10月31日にイギリス領であることが主張された。

## 居住地
キリスト教伝道以前は内陸部に居住していたが、その後西海岸に移住し、北からアタイ、アウタ、マンガレイ、タカウエの4村が連なっている。これら各村の境界は曖昧なものとなっているが、政府機関がタカウエに位置することから、全村がタカウエとして認識される場合もある。
2011年の人口は男性101人、女性88人の合計189人。教育機関としては、アタイに高校を有している。

## 産業
内陸部の淡水湖により、ウナギ（Itiki）、ティラピア、エビ等の漁業が営まれている。農業は、農地化された内陸部でサツマイモ、タロイモ、トウモロコシ、バナナ、スイカ、キャッサバが栽培されている。

## 交通
島内には、1500mの滑走路1本を擁するミチアロ空港が北部に存在する。タクアエの沿岸にあるオムツ港の港湾施設は貧弱であり、貨物船から沖で艀に積み替える事で輸送を行っているが、ライフラインを支える重要な輸送路であるにもかかわらず海象・天候に左右される不安定なものである。港は2005年2月から3月にかけての台風により大きな被害を受けたため、ニュージーランドの支援によって180万ドルを投じて港湾施設が拡張され、2013年5月29日に完工している。